# 谢新颖
谢新颖（1923年3月—2016年8月29日），原名如璋，别名王新颖，河北枣强人，中华人民共和国政治人物，曾任湖南省人大常委会副主任。